# 2023년 수마트라 지진
2023년 수마트라 지진은 2023년 4월 25일 오전 3시(현지 시각)에 인도네시아 수마트라섬 서부의 시베루트섬 인근 해역에서 발생한 규모 Mw7.1의 지진이다. 인도네시아 기상기후지질청은 지진으로 타나발라섬에 쓰나미 조기경보를 발령했다가 2시간 후 경보를 해제했다.
이 지진은 인도-오스트레일리아판이 순다판 아래로 섭입하는 순다 메가스러스트의 활동으로 발생한 천발지진이다. 지진 이후 현지 시각 오전 6시 20분까지 규모 M5 이상의 여진이 총 9차례 발생했다.

## 지질학적 환경
인도판은 인도-오스트레일리아판의 일부로 벵골만과 인도양 아래에 있으며 매년 평균 60 mm만큼 동북쪽으로 이동하고 있다. 인도판은 버마판(유라시아판의 일부)와 순다 해구에서 만난다. 순다 해구에서 인도판은 니코바르 제도, 안다만 제도, 수마트라섬 북부 등이 있는 버마판 아래로 섭입한다. 인도판이 버마판 아래로 점점 더 깊숙히 가라앉으면 온도와 압력이 상승해 섭입된 판 안의 휘발성 물질이 밖으로 빠져나온다. 이런 휘발성 물질은 상부 판으로 상승해 부분적으로 녹아 마그마를 형성한다. 상승한 마그마는 상부 지각으로 뚫고 들어가 화산호의 형태로 화산을 통해 밖으로 분출된다. 인도-오스트레일리아판이 유라시아판으로 섭입하면서 발생한 화산 활동으로 순다 화산호가 형성되었다.
역사적으로 수마트라섬에는 1797년, 1833년, 1861년, 2004년, 2005년, 2007년에 거대한 해구형지진이 발생했으며 대부분 지진과 함께 파괴적인 쓰나미도 발생했다. 그 외에도 1935년, 1984년, 2000년, 2002년에도 위에보다는 작은 해구형지진이 대지진의 주기 중간 단층 미끄러짐 지역 사이 틈새에서 일어나기도 했다.

## 피해
북수마트라주에서 주택 1채가 붕괴되었고 다른 1채가 피해를 입었으며, 믄타와이 제도에서 집 1채, 병원 2채, 학교 1채가 피해를 입었다. 서수마트라주와 북수마트라주에서 정전이 발생해 89,000채가 피해를 입었다. 또한 이 지진은 멀리 말레이시아와 싱가포르에서도 흔들림이 감지되었다.
바투 제도와 남니아스현에서 최대 11 cm 높이의 쓰나미를 관측했다.

## 같이 보기
- 인도네시아의 지진 목록
- 2023년 지진